# Bezirk Radłów
Bezirk Radłów – dawny powiat (Bezirk) kraju koronnego Królestwo Galicji i Lodomerii, funkcjonujący w latach 1854–1867. Siedzibą starostwa była wieś Radłów.

## Historia
Bezirk Radłów utworzono w ramach reformy uwłaszczeniowej z okresu Wiosny Ludów (1848–1849), która likwidowała jurysdykcję właściciela ziemskiego nad poddanymi. W Galicji, dominium – jako podstawowa jednostka administracyjna i filar systemu feudalnego straciło rację bytu. Konieczne stało się zatem wprowadzenie nowego systemu administracyjnego, którego zręby powstały w latach 1851–1855. Nowy trójstopniowy podział administracyjny objął 21 cyrkułów (niem. Kreise), 179 małych powiatów (niem. Bezirke) i ponad 6000 gmin (niem. Gemeinde). 
Bezirk Radłów objął obszar o wielkości 4,9 mil², zamieszkany był przez 20.956 ludzi i podzielony na 38 gmin katastralnych, w tym jedno miasteczko (Szczurowa). Wszedł w skład cyrkułu bocheńskiego, jako jeden z jego dziewięciu powiatów. Na północy powiat graniczył z Imperium Rosyjskim. 1 maja 1860 zniesiono cyrkuł bocheński, a jego cały obszar włączono do cyrkułu krakowskiego.
Po nadaniu Galicji autonomii oraz powołaniu samorządu gminnego i powiatowego w 1865 zlikwidowano cyrkuły (Kreise). Dotychczasowe małe powiaty (Bezirke) w liczbie 179, utrzymały się do 1867 roku, kiedy to w następstwie kolejnej reformy administracyjnej (23 stycznia 1867) zostały zastąpione przez 74 większe powiaty. Obszar zniesionego Bezirk Radłów wszedł wtedy w skład nowych powiatów brzeskiego, dąbrowskiego, bocheńskiego i tarnowskiego (vide podział w tabeli poniżej). Następnie osiem gmin przeniesiono z powiatu dąbrowskiego do brzeskiego (brak informacj kiedy), lecz już 1 maja 1886 włączono je z powrotem do powiatu dąbrowskiego.

## Podział administracyjny (1854)
| Lp. | Gmina jednostkowa                             | Powierzchnia | Ludność | Powiat w 1867 po zniesieniu |
| --- | --------------------------------------------- | ------------ | ------- | --------------------------- |
| 1   | Radłów                                        | 2558         | 1279    | brzeski                     |
| 2   | Barczków                                      | 188          | 166     | bocheński                   |
| 3   | Biskupice                                     | 870          | 624     | brzeski                     |
| 4   | Borzęcin z Warysiem                           | 9586         | 4237    | brzeski                     |
| 5   | Dąbrówka Morska z Witowiskami                 | 582          | 173     | brzeski                     |
| 6   | Demblin z Nowopolem                           | 1245         | 731     | dąbrowski                   |
| 7   | Dołęga                                        | 1512         | 571     | brzeski                     |
| 8   | Górka z Sokolnikami i Kopaninami              | 886          | 527     | brzeski                     |
| 9   | Jagodniki                                     | –            | 132     | dąbrowski                   |
| 10  | Jadowniki Mokre                               | 2206         | 735     | dąbrowski                   |
| 11  | Kwików                                        | 328          | 344     | brzeski                     |
| 12  | Kopacze                                       | 90           | 344     | brzeski                     |
| 13  | Łęki                                          | 1007         | 1953    | brzeski                     |
| 14  | Marcinkowice                                  | 471          | 225     | brzeski                     |
| 15  | Miechowice Małe                               | 1069         | 511     | dąbrowski                   |
| 16  | Miechowice Wielkie                            | 1054         | 520     | dąbrowski                   |
| 17  | Niwka                                         | 602          | 304     | brzeski                     |
| 18  | Niedzieliska                                  | 1526         | 886     | brzeski                     |
| 19  | Pojawie                                       | 739          | 542     | brzeski                     |
| 20  | Popędzyna                                     | 345          | 80      | bocheński                   |
| 21  | Przybysławice                                 | 1241         | 424     | brzeski                     |
| 22  | Przyborów                                     | 2499         | 1407    | brzeski                     |
| 23  | Rajsko                                        | 435          | 252     | brzeski                     |
| 24  | Rudka                                         | 554          | 334     | tarnowski                   |
| 25  | Rudy z Rysiami                                | 453          | 490     | brzeski                     |
| 26  | Rylowa                                        | 425          | 416     | brzeski                     |
| 27  | Strzelce Małe                                 | 866          | 391     | brzeski                     |
| 28  | Strzelce Wielkie                              | 2491         | 1017    | brzeski                     |
| 29  | Szczurowa (m) z Rząchową                      | 3334         | 2064    | brzeski                     |
| 30  | Wał-Ruda ze Śmietaną                          | 1928         | 614     | brzeski                     |
| 31  | Wietrzychowice z Szymanowicami i Pasierbicami | 583          | 506     | dąbrowski                   |
| 32  | Wola Radłowska                                | 1798         | 990     | brzeski                     |
| 33  | Wola Rogowska                                 | 440          | 504     | dąbrowski                   |
| 34  | Wola Przemykowska                             | 1303         | 1084    | brzeski                     |
| 35  | Zabawa z Podwalem                             | 602          | 254     | brzeski                     |
| 36  | Zdarzec                                       | 713          | 323     | brzeski                     |
| 37  | Zdrochec                                      | 791          | 314     | brzeski                     |
| 38  | Zaborów                                       | 1513         | 697     | brzeski                     |

Objaśnienie:
(M) = miasto; (m) = miasteczko